# Ука (аэропорт)
Аэродром Ука — аэродром около посёлка Ука на восточном побережье Камчатки, построен в годы Великой Отечественной войны[когда?] для промежуточной дозаправки самолётов, перелетающих с Аляски в Хабаровск по ленд-лизу и доставки грузов из CША. Взлетно-посадочная полоса была изготовлена из прочных гофрированных стальных плит производства США. Аэродром успешно эксплуатировался до конца XX века измерительным пунктом Камчатского полигона ракетных войск стратегического назначения. Около аэродрома находится большой склад топлива для самолётов и аэродромной техники.